# Pleasant Hill (Missouri)
Pleasant Hill – miasto w Stanach Zjednoczonych, w stanie Missouri, w hrabstwie Cass.